# 不本意入学
不本意入学（ふほんいにゅうがく）は、志望している学校の入学試験で不合格になり、他の学校に不本意ながら入学することである。

## 概要
不本意入学には様々なケースが存在する。
2018年に文部科学省に大学定員超過率が厳格化された際には、大学受験の産業からも注目されないような、教育を行うことが困難であるような大学に不本意入学することとなった者が現れた。浪人することへの志向が低下していることと、大学定員超過率が厳格化されたことの組み合わせで、従来ならば中堅大学に合格できていたような人が、教育をすることが困難な大学に入学することとなった例までも存在した。
特に不本意入学が多い入試の方式は3月後半に実施される方式であり、他の大学に不合格になったために受験している場合が多い。この方式の受験生は大学でのトップ層の候補になる。大学のパンフレットで紹介されている在学生や卒業生はこの方式で不本意入学してきたものの、そこで挫けずに大学生活を続けてきた者である。
不本意入学してきた者は、最初は他の学生とは交わろうとしないのだが、やがて同じ入試方式で入学してきた者同士で仲良くなり、不合格となった大学名を言い合って慰め合うという光景が見られる。大学生活を積極的に過ごそうとなる者は少なく、多くはゆったりと過ごしている。中には大学の授業に出なくなり、翌年の大学受験に向けて勉強する仮面浪人になる者もいる。
中には高い学力があるものの、病気や障害があるなどで、あえて通学が楽であるということを理由に教育が困難な大学に入学するという者もいる。起立性調節障害やアスペルガー症候群の者は、大学で頑張らなくても卒業できるという理由で入学して場合がある。このような学生は表面上では納得していても、心の底では不本意入学であるという場合がある。

### 研究

#### 進学校からの不本意入学

##### 形態
佛教大学で行われた研究では、進学校出身が不本意入学になるリスクが高いことを明らかにして、これへの対策が提案される。
不本意入学が存在している要因としては、日本では18歳頃に一度限りの大学受験を一斉に実施するという特殊な行事が存在し、これが長い人生の最大の分岐点であり目標であることとする。
有名高校に行った者は、有名大学を目指さなければならないという価値観に縛られ、このような者が有名大学に進学できなければ不本意入学になりやすいとされる。
進学校の出身者が難関大学に進学できなければ、難関大学に進学した同級生から上から目線で「気にするな」や「資格を取ればいい」や「学歴ではないよ」などとアドバイスをされることで苦しみ、高校で形成された価値水準とのギャップを認識させられるようになり、不本意入学であるというメンタリティの形成を助長させる追い討ちになる。
受験する大学を選択する際に大きな要因となるのが、高校の仲間との環境。期待する水準は同じような境遇の人々との交流から形成されるならば、大学のブランドや偏差値は進学校出身者は高い水準に縛られやすく、自らコントロールするのは難しい。受験する大学を選ぶ際に、自分の実力に合った志望校を選択することが難しく、不本意入学になる可能性があるとする。入学する大学が不本意であることが多いのに対して、入学する学部が不本意になることは少ない。

##### 対策
不本意入学を減らすためには、進学校での習熟度別での学級の編成を提案する。このことにより生徒自らの自己に対する評価の修正の可能性があるとする。各生徒には自らの評価や能力を自覚させ、それに応じて各生徒を振り分けることにより、自らの評定を認識して概念を修正して、自らに見合った進路を希望する方向へと向けられるようになるとする。学力による分離化の程度が低い高校は、生徒は高校入学時あるいはそれ以前からの希望する進路をそのまま維持することになり、自らの概念の修正はわずかしか行われない。こうなれば大学受験時点での実力で入学することを納得できる志望校を選ぶことができず、合格できる可能性のある大学を選定することが困難になる。
少子化において、上位の高校が相対的に定員が多くなり、ランクの低い高校の生徒数が減少しており、従来よりもトップの高校に入学しやすくなっていることを指摘する。ランクの高い高校でも授業についていけない生徒が増えており、トップの高校でも半数以上が授業についていけていないとする。この割合は入学者層の拡大で更に増加する。従来ならばトップの高校入学できなかったような生徒が入学できるようになり、入学して早々に高校内での下位層に位置する可能性が高まっている。トップ高校に入学したからには有名大学を目指したいという期待水準の中で、志望校の水準だけは高く維持され、自らの評定と照らし合わせた志望校の選定が困難になる。この場合に習熟度別に学級を編成することが有効であるとする。こうなれば校内での位置を自覚して、高校内では有名大学に進学しなければならないと見られなくなり、自らの概念の修正が進みやすくなるとする。
どの学部学科に進学できるかでの納得感を高めることで、大学が第一希望でなくて不本意入学になるリスクを減少させるという可能性を考え、習熟度別のクラスの選抜と、将来を見据えた学部学科を考えることで、大学をブランドや偏差値にこだわらずに、自分らしい進路を選択できるようになることにつながり、不本意入学にならない可能性を高めることができるとする。

#### 入学者の内訳
東北学院大学では、不本意大学に入学した学生についての調査を行っていた。2011年から2013年にかけて行われた新入生調査の中でも不本意入学に限定して調査された。新入生の約半数が他の大学を不合格になった不本意入学である。大学内の各学部では不本意入学の割合は年度によって様々であり、特にこの学部では不本意入学が多いといったことは無い。
不本意入学の割合は、大学で行われている入学試験の種類で明らかに異なる。一番多いのがセンター試験利用入試であり、新入生の約85パーセントが不本意入学。次いで多いのが一般入試であり、新入生の約65パーセントが不本意入学。その他の複数の方式は推薦入試に分類される方式であり、いずれも不本意入学は新入生の約10パーセントほどと大幅に下がる。
新入生の出身高校がどのような高校であったかも、不本意入学の割合に顕著に現れている。進学校とされている高校からの不本意入学は約60パーセントとなり、進学実績の低い高校になるにつれて不本意入学の割合が下がっていく。
大学への満足度は不本意入学が約80パーセントで、本意入学の約95パーセントよりは低いものの、双方とも高い数字であった。
大学生活で力を入れたいことの内容は、大学卒業後に向けての事柄では違いが見られた。不本意入学では大学卒業後に実現させたい事に向けて力を入れたいという割合が高いのに対して、本意入学では卒業後に何をやりたいのかを見つけることに力を入れたいという割合が高かった。
大学生活において不安な事柄で大きな違いが見られたのが、大学の勉強に付いて行けるか。不本意入学の約30パーセントが付いて行けるか不安であったのに対して、本意入学の約60パーセントが付いて行けるか不安であった。